# Zwynarka
Zwynarka (bułg. Звънарка) – wieś w Bułgarii, w obwodzie Kyrdżali, w gminie Krumowgrad. W 2023 roku liczyła 630 mieszkańców.